# 米罗斯拉夫·诺维
米罗斯拉夫·诺维（捷克語：Miroslav Nový，1930年10月1日—1988年5月30日），捷克男子冰球运动员。他曾代表捷克斯洛伐克国家队参加1952年冬季奥林匹克运动会冰球比赛，结果队伍获得第四名。